# Cile ai Giochi della XVII Olimpiade
Il Cile partecipò ai Giochi della XVII Olimpiade che si sono svolti a Roma dal 25 agosto all'11 settembre 1960, con una delegazione di 9 atleti impegnati in tre discipline per un totale di 8 competizioni. Portabandiera alla cerimonia di apertura fu la giavellottista Marlene Ahrens, già medaglia d'argento a Melbourne 1956.
Fu la decima partecipazione di questo paese ai Giochi estivi. Non furono conquistate medaglie.